# Barbara Żmudzka
Barbara Zofia Żmudzka (zm. 16 kwietnia 2021) – polska biochemik i radiolog, doc. dr hab.

## Życiorys
W 1956 otrzymała tytuł magistra na Uniwersytecie Warszawskim, w 1965 obroniła pracę doktorską. W 1974 uzyskała stopień doktora habilitowanego. Została zatrudniona na stanowisku asystenta w Państwowym Instytucie Higieny w Warszawie, oraz docenta i asystenta w Instytucie Onkologii Polskiej Akademii Nauk.
Była profesorem w Agencji Żywności i Leków (FDA), a także pracowała w Uniformed Services University of Health Science i w National Cancer Institute w Bethesda.

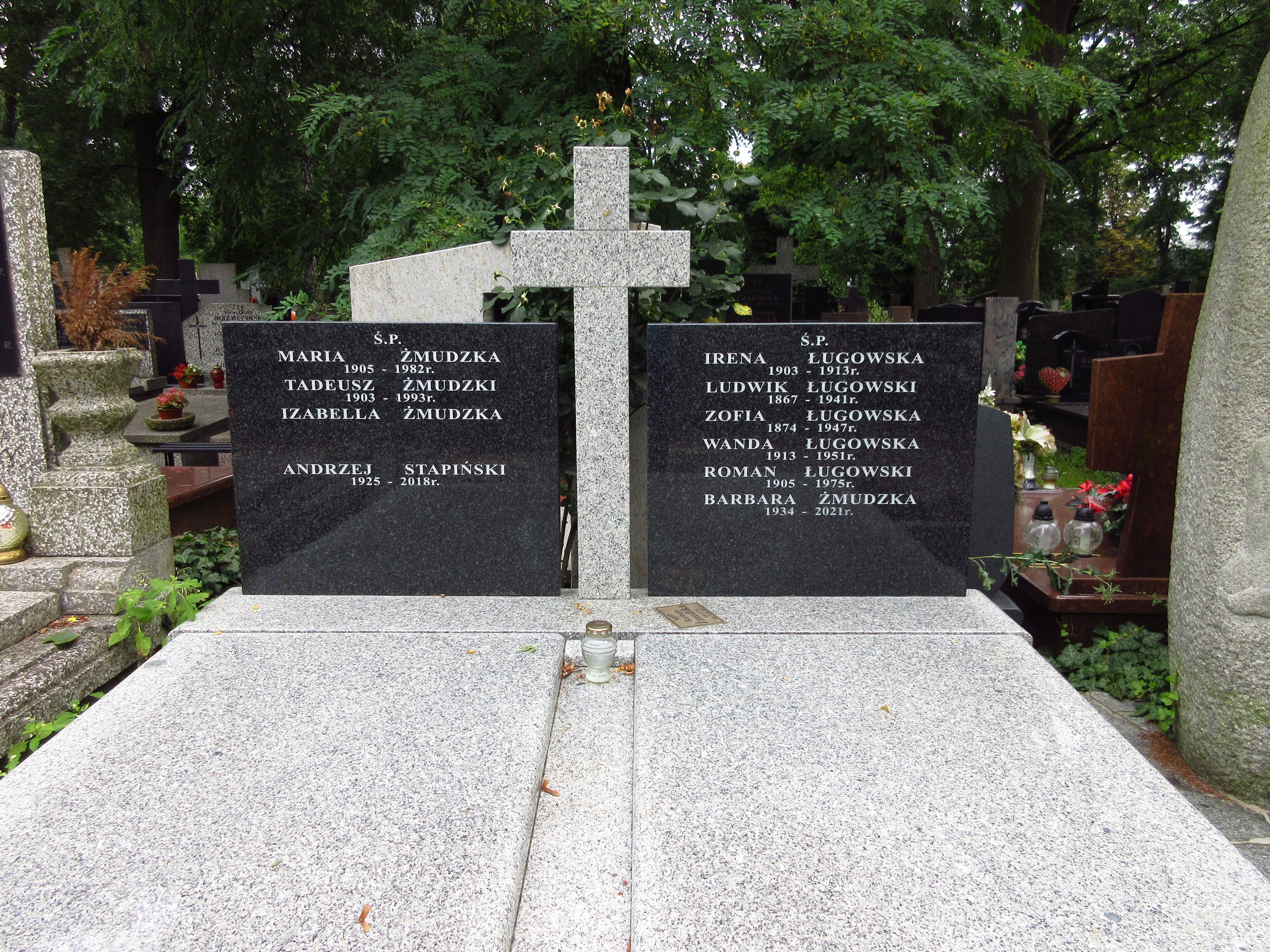
Grób profesor Barbary Żmudzkiej na Cmentarzu Bródnowskim.

Pochowana na Cmentarzu Bródnowskim (kwatera 23F, rząd VI, grób 16).